# Karl Frais

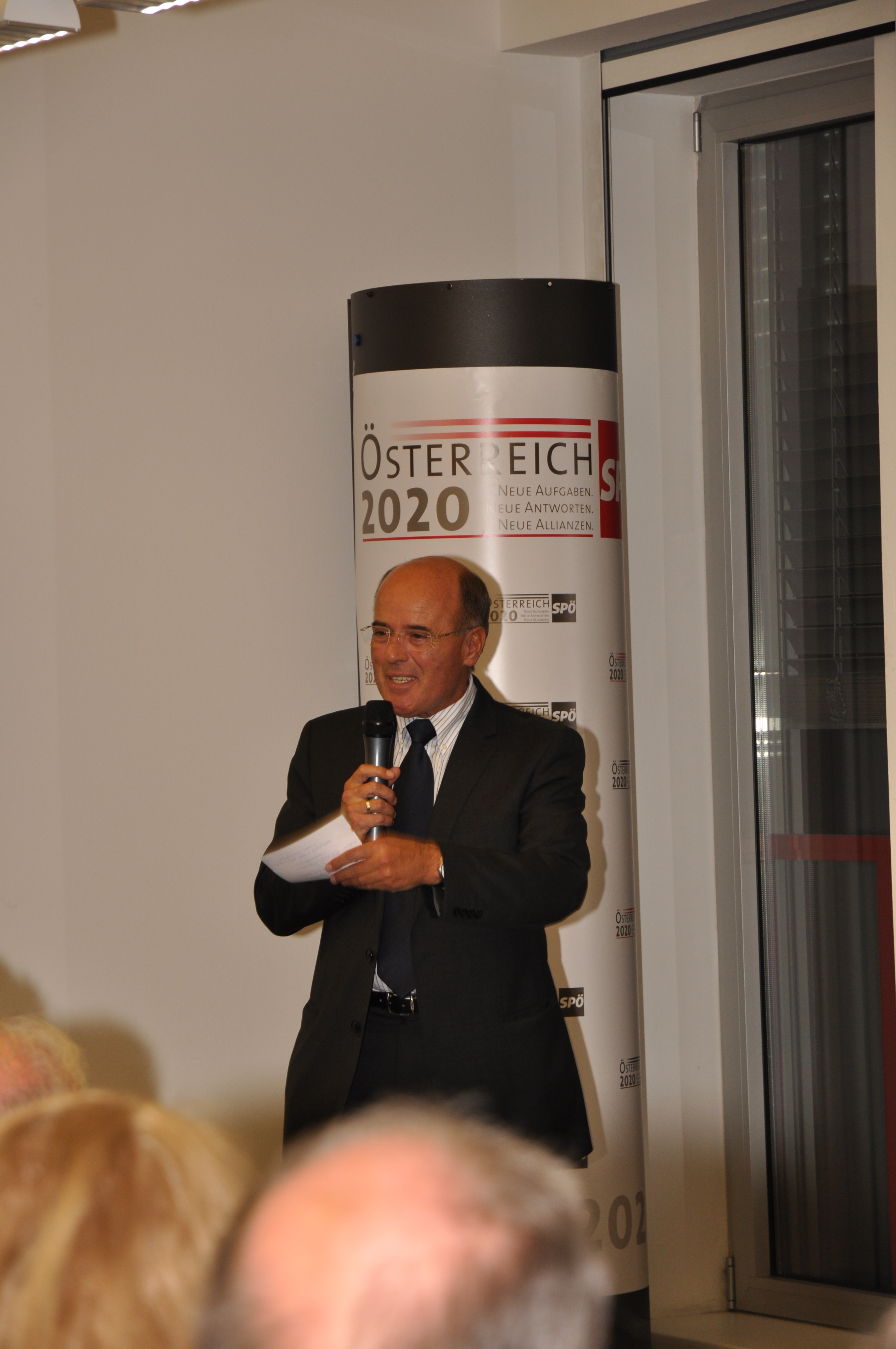
Karl Frais 2010

Karl Frais (* 7. Dezember 1948 in Gmunden; † 11. Mai 2023) war ein oberösterreichischer sozialdemokratischer Politiker.

## Leben
Frais besuchte nach der Volksschule das Gymnasium, das er mit der Matura abschloss. Anschließend absolvierte er erfolgreich das Doktoratsstudium der Germanistik, Sportwissenschaft und Soziologie in Salzburg.
Frais arbeitete in den Jahren 1977 bis 1980 als Leiter der Wohnbauberatung der WAG Linz  und war anschließend als Sekretär und Büroleiter des früheren sozialistischen Landeshauptmann-Stellvertreters Karl Grünner tätig.
Von 1991 bis November 2011 hatte Frais im Landtag in Oberösterreich die Funktion des Klubobmanns der Sozialdemokraten inne. Der Politiker war in folgenden Ausschüssen tätig: Ausschuss für Verfassung und Verwaltung (in welchem er Obmann ist), Ausschuss für Finanzen, Ausschuss für volkswirtschaftliche Angelegenheiten, im Bauausschuss, Ausschuss für Bildung, Jugend und Sport, Geschäftsordnungsausschuss sowie im Ausschuss für EU-Angelegenheiten.
Neben seiner hauptberuflichen Tätigkeit als SPÖ-Klubobmann war Frais ehrenamtlich Vorsitzender der Naturfreunde Österreich. 2012 erhielt er das Große Goldene Ehrenzeichen für Verdienste um die Republik Österreich.
Frais war verheiratet und hatte einen Sohn. Er wurde am Urnenhain Linz-Urfahr bestattet.